# Beso Tsichelasjvili
Beso Tsichelasjvili (georgiska: ბესო ციხელაშვილი), artistnamn DJ BE$$, född 5 maj 1978, är en georgisk musiker och DJ. 
Beso Tsichelasjvili har, utöver sin musikaliska karriär, även arbetat som direktör hos Georgiens offentliga television. Sedan år 2009 har han arbetat som teknisk direktör och discjockey i Tbilisi. År 2007 bildade han tillsammans med sina vänner Bibo, Miken och Tjango en musikgrupp kallad BIOS. Sedan år 2010 är han medlem i den georgiska rockgruppen Eldrine.
Den 19 februari 2011 vann Beso Tsichelasjvili tillsammans med Eldrine den georgiska uttagningen till Eurovision Song Contest 2011, med låten "One More Day". De kom därmed att representera Georgien i tävlingen. Väl i tävlingen lyckades Eldrine ta sig till finalen och där slutade de på en 9:e plats, tangerad bästa placering för Georgien i tävlingen.

### Fotnoter
1. 1 2 3  http://www.eurovision-georgia.ge/Eldrine.aspx?LanguageID=2
2. ↑  Vranis, Michalis (19 februari 2011). ”Live: Georgia selects for Dusseldorf”. esctoday. Arkiverad från originalet den 22 februari 2011. https://web.archive.org/web/20110222134815/http://www.esctoday.com/news/read/16813. (engelska)
3. ↑  Montebello, Edward (19 februari 2011). ”Georgia: Eldrine to Dusseldorf”. estoday. Arkiverad från originalet den 21 februari 2011. https://web.archive.org/web/20110221191754/http://www.esctoday.com/news/read/16814. (engelska)
4. ↑  ”Group “Eldrine” will represent Georgia at 2011 ESC”. eurovision-georgia. http://www.eurovision-georgia.ge/ReadMore.aspx?Location=463&LanguageID=2.[död länk] (engelska)